# Катунеле (Горж)
Катунеле (рум. Cătunele) насеље је у Румунији у округу Горж у општини Катунеле. Oпштина се налази на надморској висини од 205 m.

## Становништво
Према подацима из 2011. године у насељу је живело 375 становника.